# Izraelské obranné síly
Izraelské obranné síly (IOS) (hebrejsky: צְבָא הַהֲגָנָה לְיִשְׂרָאֵל,  Cva ha-hagana le-Jisrael, anglicky: Israel Defense Forces, IDF), v Izraeli běžné známé pod hebrejským akronymem Cahal (hebrejsky: צה״ל), jsou izraelská armáda, sestávající z pozemních sil, vojenského námořnictva a vojenského letectva. Jedná se o jediné vojenské křídlo izraelských bezpečnostních složek a nemá v Izraeli žádnou civilní jurisdikci. V čele IOS stojí náčelník Generálního štábu (Ramatkal), který je podřízený ministru obrany. Od roku 2023 zastává funkci Ramatkala generálporučík Herci Halevi.
Izraelské obranné síly byly zřízeny 26. května 1948 na příkaz ministra obrany a premiéra Davida Ben Guriona. Vznikly sloučením podzemní vojenské organizace Hagana a militantních skupin Irgun a Lechi. Bránily Izrael ve všech válkách, kterými od svého založení prošel: válkou za nezávislost, sinajskou válkou, šestidenní válkou, opotřebovací válkou, jomkipurskou válkou a první a druhou libanonskou válkou. Zatímco původně IOS operovaly na třech frontách – proti Libanonu a Sýrii na severu, Jordánsku a Iráku na východě a Egyptu na jihu – po podepsání egyptsko-izraelské mírové smlouvy z roku 1979 se její aktivity zaměřily především na jižní Libanon a palestinská území. IOS se rovněž zapojily do první a druhé intifády.
Izraelské obranné síly se od většiny ostatních armád liší v mnoha věcech, mimo jiné v povinné vojenské službě žen, struktuře a v úzkých stycích mezi pozemním vojskem, letectvem a námořnictvem. Od svého založení se IOS snažily být jedinečnou armádou přesně vyhovující specifickým izraelským podmínkám. IOS používají mnohé v Izraeli vyvinuté technologie, z nichž mnoho bylo vyrobeno právě pro specifické potřeby této armády. Patří mezi ně například hlavní bojový tank Merkava, vyspělé hi-tech zbrojní systémy, samopaly Uzi, poloautomatická pistole Desert Eagle, útočné pušky Galil či Tavor. IOS udržují úzké vojenské vztahy se Spojenými státy, a to včetně spolupráci na vývoji zbraní a zbraňových systémů, jmenovitě například letoun F-15I, taktický laserový výkonový systém THEL či systém protiraketové obrany Arrow.

## Etymologie

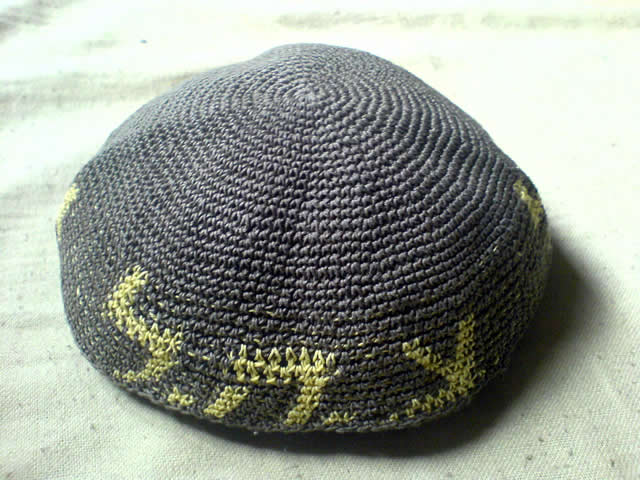
Kipa s akronymem Cahal

Název Izraelské obranné síly (hebrejsky: צְבָא הַהֲגָנָה לְיִשְׂרָאֵל, Cva ha-hagana le-Jisrael, doslova „obranná armáda Izraele“) byl schválen izraelskou vládou 26. května 1948, tj. ve stejný den, kdy tato armáda z rozkazu Davida Ben Guriona vznikla. Další hlavní navrhovanou alternativou názvu byla Izraelská armáda či Armáda Izraele (hebrejsky: צְבָא יִשְׂרָאֵל, Cva Jisra'el), avšak existovaly i návrhy jako Židovská armáda či Armáda Státu. Současný název byl nakonec vybrán ze dvou důvodů: na jedné straně zdůrazňuje, že účelem armády je pouze obrana a na druhé straně zahrnuje název Hagana, tedy podzemní vojenskou organizaci, z níž IOS vzešla.
K autorství či přispění k názvu se přihlásili nejméně tři lidé. Tehdejší výkonný ředitel ministerstva obrany David Jisra'eli uvedl, že tento název navrhl Levi Eškolovi, který jej dále navrhl vládě. Náčelník Generálního štábu Ja'akov Dori sice netvrdí, že se osobně podílel na vzniku názvu, avšak uvádí, že toto označení převažovalo mezi staršími důstojníky armády, a proto se jednalo o jediný přirozený název. Třetím z nich byl Ben Gurion, který prohlásil: „Já je pojmenoval. Název byl Izraelské obranné síly.“ Mezi hlavními oponenty současného názvu byli tehdejší ministr Chajim-Moše Šapira a strana ha-Cora; oba navrhovali název Izraelská armáda.

## Historie
IOS vznikly krátce po založení státu Izrael – 26. května 1948, „aby chránily jeho obyvatele a bojovali proti všem formám terorismu ohrožujících každodenní život.“ IOS jsou následnicí Hagany (zejména její elitní úderné jednotky Palmach), jakožto stálá armáda židovského státu. Vstoupili do ní rovněž někteří bývalí příslušníci Židovské brigády, kteří bojovali pod britskou vlajkou během druhé světové války.
Po založení IOS se s ní spojily dvě židovské podzemní organizace – Irgun a Lechi, které mohly v některých oblastech až do konce Války za nezávislost působit samostatně. Po válce byly obě organizace rozpuštěny a jejich členové byli začleněni pod IOS. Moderní IOS se utvářela v letech 1949 až 1956 zkušenostmi z regionálních konfliktů s arabskými sousedy. V letech 1956 až 1966 bylo konfliktů méně a tento čas IOS využila k získání nového vybavení a přerodu z nově vzniklé armády na profesionální armádu. Během tohoto období rovněž došlo ke zrodu izraelského jaderného potenciálu. Během období od vzniku státu se z IOS stala jedna z nejlépe vybavených a bojem prošlých armád světa.

## Přehled

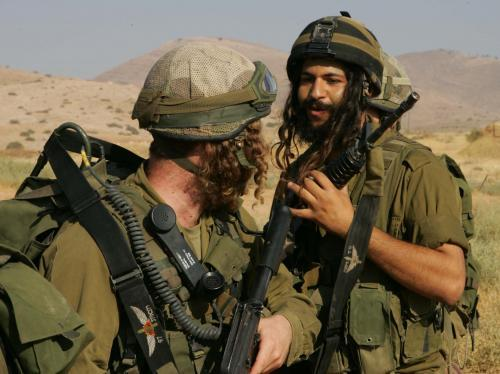
Vojáci IOS z praporu Necach Jehuda

### Povinná služba
Národní vojenská služba je povinná pro židovské a drúzské muže a židovské ženy starší osmnácti let. Existují výjimky na základě náboženských, fyzických či psychologických příčin a například pro vdané ženy (více Profil 21). Vojenská služba musí být vykonána ještě před nástupem na vysokou školu.
Muži slouží tři roky, zatímco ženy dvacet dva měsíců. IOS umožňují ženám, které se dobrovolně přihlásí do bojových pozic, sloužit tři roky, jelikož výcvik na těchto pozicích trvá delší dobu. Ženy na jiných pozicích, jako jsou programátorky, které rovněž potřebují delší výcvik, mohou také sloužit po tři roky. Ženy v bojových pozicích i po propuštění slouží několik let jako rezervistky.

### Služba u pohraniční stráže
Někteří vojáci IOS mohou během své povinné vojenské služby sloužit u Hraniční policie (hebrejsky: Mišmar haGvul, znám je akronym Magav), sekce Izraelské policie. Poté, co vojáci projdou základním bojovým výcvikem, musí projít dalším protiteroristickým a pohraničním výcvikem. Následně jsou přiřazeni k některé z pohraničních jednotek.
Jednotky Hraniční policie bojují bok po boku s bojovými jednotkami IOS. Jednotky jsou rovněž odpovědné za bezpečnost silně zalidněných oblastí, jako je Jeruzalém.

## Organizace

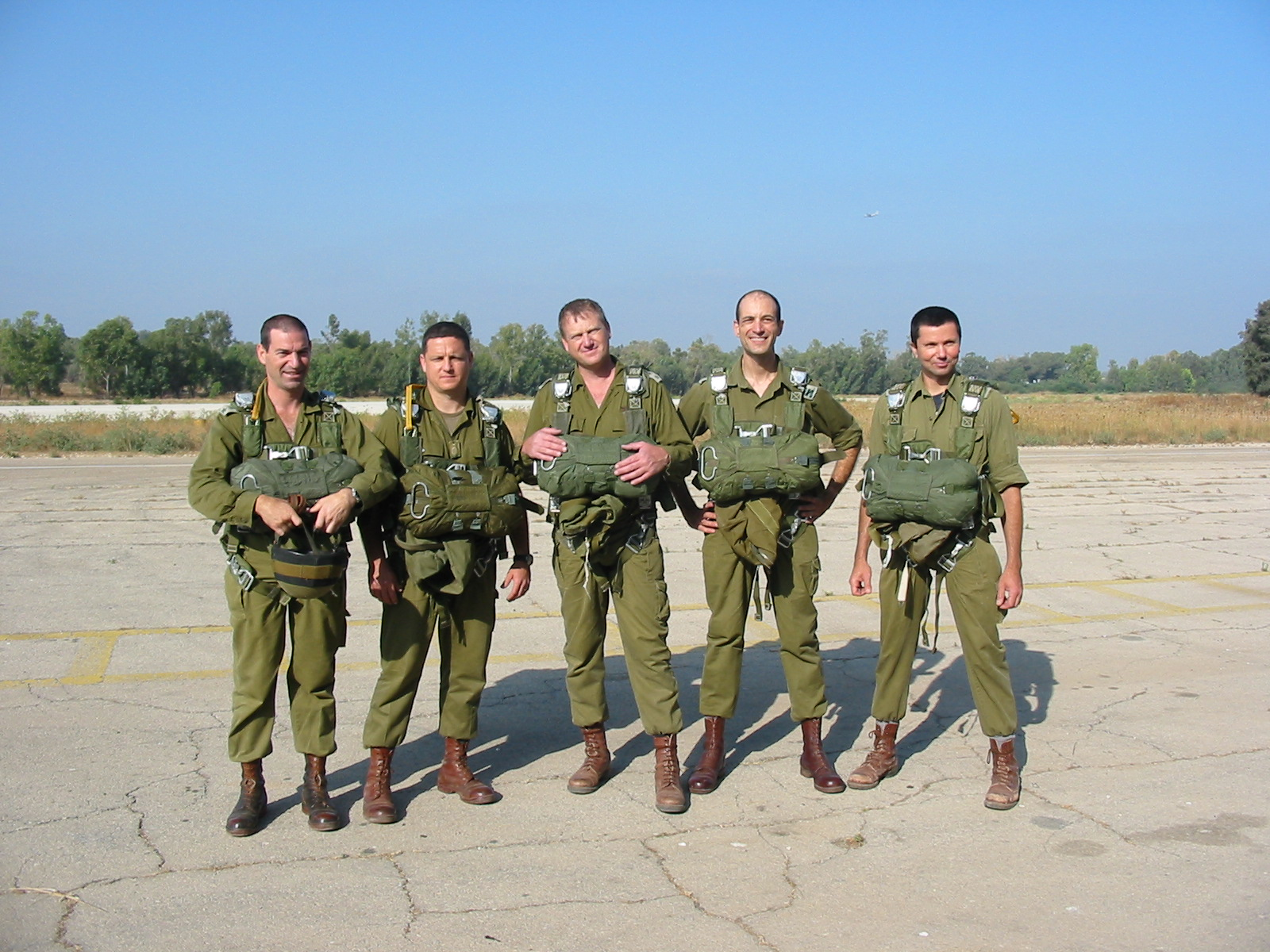
Záložní důstojníci před zahájením cvičení parašutistů

Všechny sekce IOS jsou podřízeny Generálnímu štábu. Náčelník Generálního štábu je jediný sloužící důstojník s hodností generálporučík (Rav Aluf). Zodpovídá se přímo ministru obrany a nepřímo pak izraelskému premiérovi a jeho vládě. Náčelník Generálního štábu je na doporučení ministra obrany formálně jmenován vládou na tříleté funkční období, avšak vláda může hlasováním toto funkční období prodloužit na čtyři roky (za vzácných okolností dokonce na pět let). Současným náčelníkem štábu je Gadi Eizenkot, který ve funkci nahradil Benjamina Gance.

### Struktura
Izraelské obranné síly se skládají z následujících sborů (ty, jež mají zastoupení v Generálním štábu jsou uvedeny tučně):

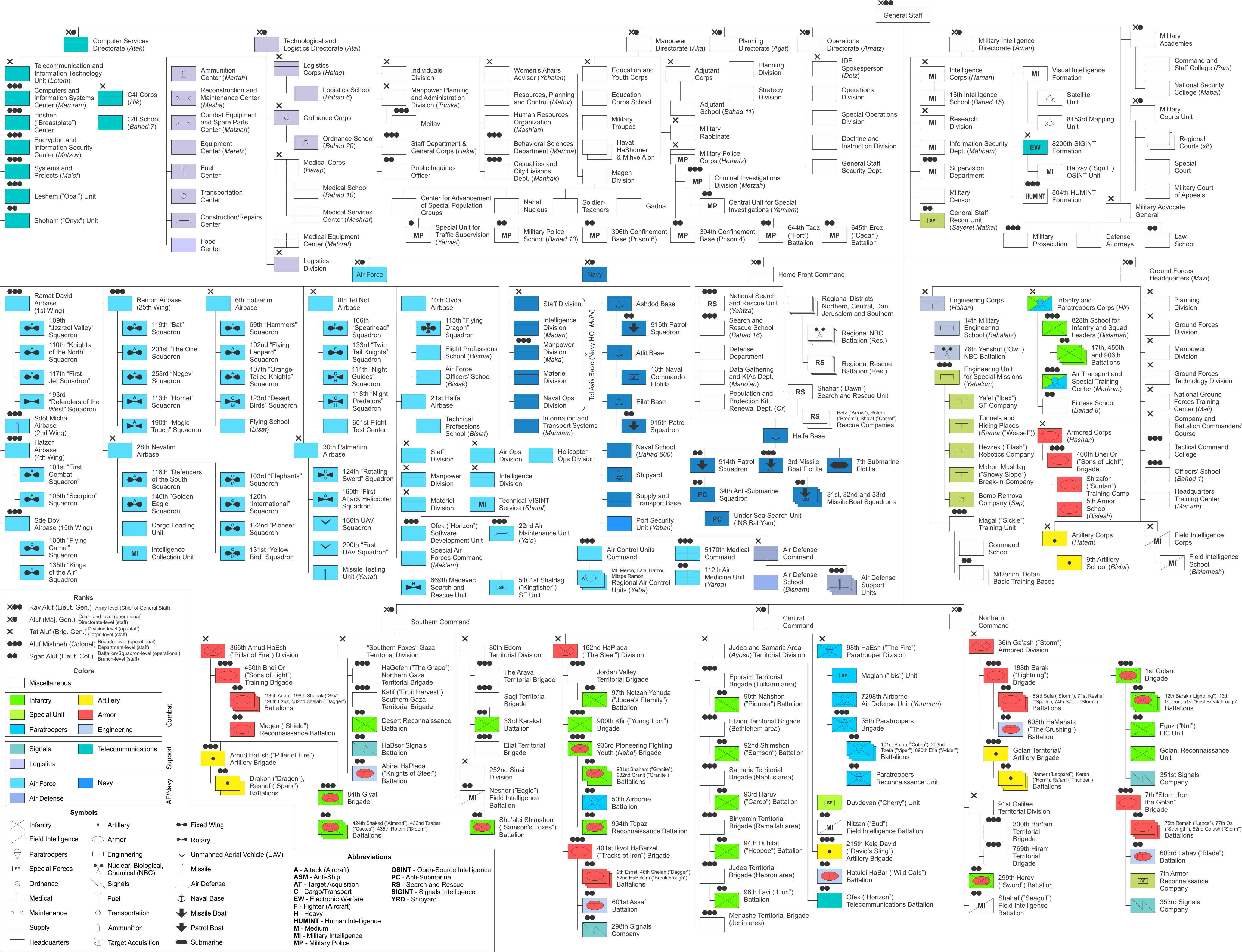
Struktura Izraelských obranných sil. (kliknout pro zvětšení)

| - Severní velitelství - Centrální velitelství - Jižní velitelství - Velitelství domácí fronty Pozemní síly - Pěchotní a výsadkářský sbor - Brigáda Golani - Brigáda Givati - Výsadkářská brigáda - Brigáda Kfir - Brigáda Nachal - Obrněný sbor - Ženijní sbor - Dělostřelecký sbor - Zpravodajský sbor Letectvo a vesmír - Letectvo - Protivzdušná obrana Námořní síly - Námořnictvo Vojenské: - Vojenské akademie - Válečná škola pro velitele - Národní bezpečnostní škola - Koordinátor vládních aktivit na územích - Generální vojenský prokurátor - Vojenský odvolací soud - Finanční poradce náčelníka Štábu - Vojenský poradce izraelského premiéra Civilní: - Generální ředitel na ministerstvu obrany - Obranná kontrolní jednotka - Správa vývoje zbrojního a technologického průmyslu | Generální štáb - Plánovací ředitelství - Operační ředitelství - Mluvčí IOS - Zpravodajské ředitelství - Zpravodajský sbor - Vojenský cenzor - Ředitelství lidských zdrojů - Vojenská policie - Sbory pro vzdělání a mládež - Pomocný sbor - Všeobecný sbor - Vojenský rabinát - Poradce pro ženské záležitosti - Vrchní zásobovací důstojník - Ředitelství počítačových služeb - Jednotky C4I - Technologické a logistické ředitelství - Pomocný sbor - Logistický sbor - Zdravotní sbor |

### Související sbory
Následující sbory a společnosti s IOS úzce spolupracují, avšak nenáleží (nebo náleží pouze částečně) k jejím formálním strukturám.
| - Zpravodajské společenství - Šin Bet - Mosad - Národní bezpečnostní rada - Izraelská policie - Hraniční policie - Vězeňská služba - Stráž Knesetu | - Israel Weapon Industries (IMI) - Israel Aerospace Industries (IAI) - Rafael Advanced Defense Systems - Elbit Systems - Elisra Group - Soltam - Plasan |

### Hodnosti a insignie

#### Hodnosti
Na rozdíl od většiny světových armád jsou hodnosti v IOS společné pro všechny sbory armády, včetně letectva a námořnictva. Poddůstojnické hodnosti jsou udíleny za dobu strávenou ve službě, nikoliv za úspěchy či zásluhy.
| Mužstvo (chogrim): - vojín (turaj), - kaprál (rav turaj), - seržant (samal), - rotný (samal rišon). Academic officers (kcinim akadema'im): - professional academic officer (kacin mikco'i akadema'i), - senior academic officer (kacin akadema'i bachir). | Poddůstojníci (nagadim): - rotmistr (rav samal), - vrchní rotmistr (rav samal rišon), - hlavní rotmistr (rav samal mitkadem), - praporčík (rav samal bachir), - nadpraporčík (rav nagad). | Důstojníci (kcinim): - Podporučík (segen mišne), - poručík (segen), - kapitán (seren), - major (rav seren), - podplukovník (sgan aluf), - plukovník (aluf mišne), - brigádní generál (tat aluf), - generálmajor (aluf), - generálporučík/generál (rav aluf). |

Insignie 7. obrněné brigády

#### Insignie
Vojáci IOS mají tři druhy insignií (jiné než hodnost), podle nichž lze poznat jejich sbor, konkrétní jednotku a pozici.
Sbory je možné rozpoznat podle odznaků na beretách. Vojáky sloužící ve štábech na nižší úrovni než je sbor, lze často rozpoznat podle odznaku jejich nadřazeného sboru, přestože pod něj oficiálně přímo nepatří, či podle odznaku nejbližšího sboru. Noví branci, kteří prochází základním výcvikem, nemají žádný odznak. Barva berety je odvozena od příslušnosti ke sboru, ačkoliv většina nebojových sborů nemá vlastní berety a někdy používají barvu sboru, v jehož základně působí. Jednotlivé jednotky lze identifikovat podle nárameníku připevněného k ramennímu popruhu. Většina jednotek IOS má svůj vlastní štítek.
Zatímco pozice či práce, kterou voják zastává, často nemůže být snadno rozpoznána, existují dva volitelné prvky, které tuto identifikaci mohou usnadnit. Jedná se o barevnou šňůrku připevněnou k levému nárameníku a kapse uniformy a odznak sdělující vojákovo pracovní zaměření (ten voják obvykle obdrží po profesním kurzu). Jiné odznaky mohou sdělovat příslušnost ke sboru či dodatečně absolvované kurzy. Nakonec může voják na uniformě mít odznak (nášivku) sdělující jaké války se účastnil.

## Kontroverze

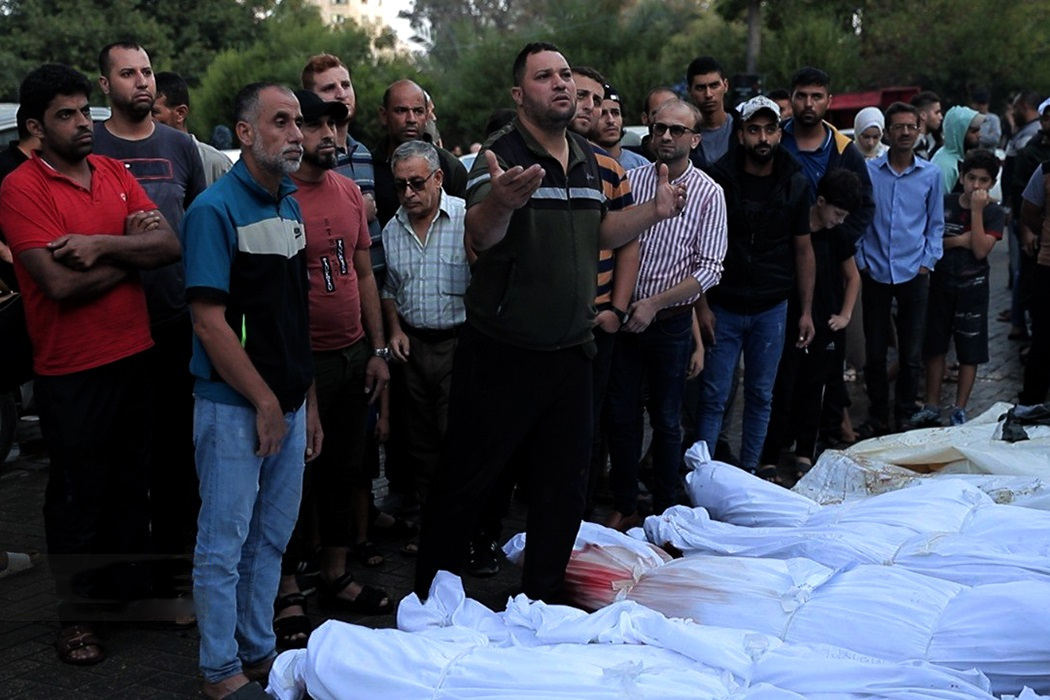
Oběti Izraelských obranných sil v Pásmu Gazy, říjen 2023

Armáda čelí podle OSN a některých lidskoprávních organizací několika obviněním z válečných zločinů, zločinů proti lidskosti a genocidy proti občanům Palestiny.
Generální tajemník OSN zařadil izraelské ozbrojené a bezpečnostní síly na seznam organizací, které v roce 2023 a 2024 závažně porušily dětská práva během válečných konfliktů. Jako důvody zařazení uvedl údajné zabíjení a mrzačení dětí a útoky na školy a nemocnice. Izraelské ozbrojené a bezpečnostní síly jsou první státní aktér demokratického státu, který byl na tento seznam přidán.
Dne 21. listopadu 2024 Mezinárodní trestní soud rozhodl o vydání zatykačů za možné válečné zločiny a zločiny proti lidskosti na izraelského premiéra Benjamina Netanjahua (Likud), v té době čerstvě odvolaného ministra obrany Jo'ava Galanta (Likud) v souvislosti s válkou v Pásmu Gazy. Australský expert na mezinárodní právo Chris Sidoti, člen nezávislé vyšetřovací komise Organizace spojených národů na okupovaných palestinských územích, v souvislosti s téže válkou označil Izraelské obranné síly podle jeho názoru za... jednu z nejzločinnějších armád světa.
Izraelské obranné síly podle vlastních slov tisíckrát použily palestinské děti, civilisty a zadržené jako lidské štíty, aby odradily palestinské bojovníky od útoku a plnily život ohrožující úkoly. Využívání Palestinců jako lidských štítů izraelskými obrannými silami zdokumentovala OSN, organizace pro lidská práva včetně Human Rights Watch, Be-celem a Amnesty International a svědectví anonymních a bývalých izraelských vojáků. Během probíhající války v Pásmu Gazy se Izrael stále častěji dopouští využívání Palestinců jako lidských štítů.
Richard Falk, tehdejší Zvláštní zpravodaj OSN pro lidská práva na Palestinských územích okupovaných od roku 1967, uvedl v roce 2021 že podle Doktríny Dáhíja, kterou aplikuje IOS, je „civilní infrastruktura protivníka jako je Hamás nebo Hizballáh brána jako povolený vojenský cíl, což je nejen zjevné porušení nejzákladnějších pravidel války a univerzální morálky, ale také uznání doktríny násilí, které musí být nazývána správným jménem: státní terorismus”.
Hannibalova směrnice je kontroverzní strategie IOS používaná k zabránění zajetí izraelských vojáků nepřátelskými silami. Strategie spočívá ve „zmaření únosu, a to i za cenu zranění vlastních jednotek“. Izraelský deník Ha'arec, ABC News a vyšetřovací komise OSN upozornily, že během útoku Hamásu na Izrael v říjnu 2023 nařídily IOS použít Hannibalovu směrnici, když dostaly rozkaz zabránit „za každou cenu“ únosu izraelských civilistů nebo vojáků, což by mohlo vést ke smrti velkého počtu izraelských rukojmích. Podle vyšetřovací komise OSN mělo být IOS zabito až 14 izraelských civilistů.